# 参军戏
參軍戲，又稱弄參軍，宋代用以指狹義的雜劇，為中國戲曲的一種形式。此戲起源於東漢和帝時期，盛行於唐宋。表演內容唐代初期大多以兩人對答，互相以言語嘲弄為戲，形式較為簡單，多在宮廷之處作表演，後流傳至民間；宋代之後便加入撲打、仗擊等娛樂效果，使得戲曲更有可觀性。一般而言，參軍戲至少要有兩名角色，一為為「參軍」，另一為「蒼鶻」，蒼鶻再以戲弄參軍為樂，有純粹娛樂作用，亦有諷喻匡正的意味在內。
李商隱〈嬌兒詩〉提及「忽復學參軍，暗聲喚蒼鶻」便是說明唐代存在參軍戲的一例。

## 起源
參軍戲的原型最早可追溯至漢武帝時期之角觝戲，戲劇「東海黃公」當中，西京雜記詳細記載此戲的表演形式，一人必須扮虎，另一人則需扮老人，進行搏鬥，但有一定的故事情節發展，不僅是以實力做為運動角力，不得顛倒角色之職能。「東海黃公」最早為陝西官中儀待的小戲，後吸收至宮廷角觝戲作為表演項目。
當今較為通行的說法，則是以「表演形式」與「名稱訂定」兩說來分論:
- 就表演形式而論，唐段安節《樂府雜錄》認為起源自東漢和帝時期:

開元中，黃嚼綽、張野狐弄參軍。始自後漢館陶令石耽。耽有贓犯。和帝惜其才，免罪。每宴樂，令衣白夾衫，命優伶戲弄，肆之，經年乃放。
- 從名稱訂定層面而論，北宋《太平御覽》認為起源自後趙石勒時期:

石勒參軍周延，為館陶令，斷官緝數百疋，下獄，以八議庸之。後每大會，使徘優，著介間，黃禍單衣。優問: 「汝為何官，在我輩中? 」曰: 「我本為館陶令斗數單衣，曰:「正坐取  是，  故入汝輩中。」以為笑。

## 表演形式與內容演變[2]

### 唐代
唐代時期，「參軍」的腳色經常有假官演出的現象產生，亦即不再由真正的官職上的參軍所扮演，這是唐代的參軍多由士族所擔任，為避免觸怒官員和畏懼士族之勢力，將參軍和蒼鶻的腳色職能顛倒過來，反戲弄蒼鶻，但大抵不脫一個願打、一個願挨的戲弄形式；故事的內容也脫離了上述起源的石耽、周延的故事腳本，而發展出多元的樣貌，參軍的腳色也不一定是以官員為限，如〈三教論衡〉這齣諷刺三教元老的參軍戲當中，李可及即扮演儒士的腳色。

### 宋代
宋代崇尚士大夫精神的氣節，此一時期的參軍戲大多都有寓諷練於戲的「優孟衣冠」的傳統，演出的形式則漸趨複雜，演出前會有一段與正是演出內容無關的暖身小戲，並將正式的演出內容分為兩段，這與當時宋代流行的鬥戲，用來評比兩戲高下的影響有關，從而演變出的演出形式。
另宋代時，參軍的腳色配合戲劇內容的複雜，職能漸趨多樣化，據宋孟元老《東京夢華錄》當中便有記載參軍於雜劇所負責的動作，大多和導引雜劇人的出場暨唸進出場口白，儼然成為表演中的掌局人，與唐代有顯著的差異。

## 與相聲的關聯
早期學術界認為參軍戲應是相聲的前身(如羅常培、趙景深、陳末香等)，亦有持相反意見者(如任半塘)，眾說紛紜。然王友梅指出，相聲的表演元素雖與參軍戲有諸多雷同之處，包括「一逗一捧」、「詼諧諷刺，插科打諢」、「無須特定的專業舞台」﹐再到「參軍、蒼鶻」演變成南戲北劇中的「副淨、副末」的詼諧角色，和相聲承襲的京劇小丑表演有所關聯，因此將參軍戲認定為相聲形成的遠因，近來多認定相聲應發源自隔壁戲。